# Faltenwespen
Die Faltenwespen (Vespidae) sind eine Familie der Stechimmen (Aculeata) in der Ordnung der Hautflügler (Hymenoptera). Sie umfassen weltweit etwa 4000 Arten, von denen etwa 100 auch in Mitteleuropa leben.

## Beschreibung
Der Name Faltenwespen ist darauf zurückzuführen, dass die Flügel der Tiere in Ruhelage längs gefaltet sind. Die Facettenaugen sind nierenförmig. Die häufig schwarzgelbe aposematische Färbung als Warntracht weist auf die Wehrhaftigkeit der meisten Arten hin.

## Systematik
Zu den Faltenwespen gehören die Unterfamilien der Echten Wespen (Vespinae) und der Feldwespen (Polistinae), die zusammen als Soziale Faltenwespen bezeichnet werden oder nach ihrem Nistmaterial als Papierwespen. Als staatenbildende Wespen gehören sie zu den bekanntesten Insekten.
Die meisten Arten gehören jedoch zur Unterfamilie der Solitären Faltenwespen (Eumeninae), die auch Lehmwespen genannt werden, weil sie die  Brutzellen für ihre Larven aus oder im Lehm bauen, wie beispielsweise die Gattung der Töpferwespen. Die Solitären Faltenwespen sind in Europa allein schon mit über 200 Arten vertreten.
Daneben gehören zu den Faltenwespen noch die Honigwespen (Masarinae) mit weltweit über 300 Arten.